# Erriquez
Errico Greppi (Florencia, 1 de septiembre de 1960-Fiesole, 14 de febrero de 2021) fue un cantante y guitarrista italiano, reconocido por haber sido uno de los fundadores de la banda de folk rock Bandabardò, con la que participó en la grabación de cerca de diez álbumes de estudio y algunos discos en directo. Colaboró además con otros artistas y bandas como Martinicca Boison, Modena City Ramblers y Almamediterranea.

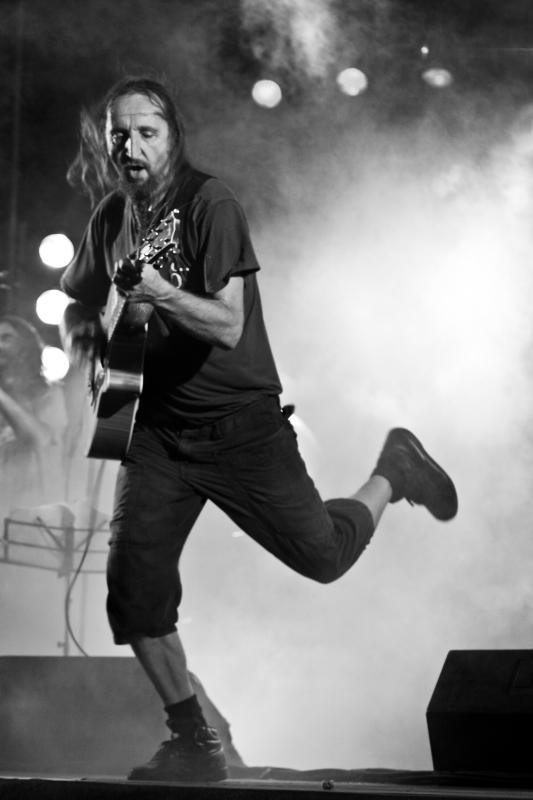
Erriquez en 2009.

Falleció el 14 de febrero de 2021 a los sesenta años en la localidad de Fiesole, después de padecer una larga enfermedad.

## Discografía

### Con Bandabardò
- 1996 - Il circo mangione
- 1998 - Iniziali bì-bì
- 2000 - Mojito Football Club
- 2002 - Bondo! Bondo!
- 2004 - Tre passi avanti
- 2008 - Ottavio
- 2010 - Allegro ma non troppo
- 2010 - Sette x uno
- 2011 - Scaccianuvole
- 2014 - L'improbabile